# Possession d'état
La possession d’état est la situation apparente d’une personne, dont le comportement, la réputation et la façon dont elle est nommée attestent de composantes de son état civil, comme d’un lien filial, d’une relation matrimoniale, de sa nationalité ou de son sexe.

« Il s’agit, en fait, d’un concept commun aux systèmes juridiques inspirés, à un moment donné de leur histoire, par le modèle napoléonien. La possession d'’état apparait ainsi, entre autres, dans les codes civils belge (possession d’état, bezit van staat), italien (possesso di stato), portugais (posse de estado), espagnol (posesión de estado). »

— Florence Demoulin-Auzary, L’influence du droit canonique sur l’émergence d’une théorie de la possession d’état
À son origine, spécialement utilisée pour établir le mariage (possession d’état de personne mariée) — et proche de la notion de marriage by habit and repute —, elle peut être utilisée pour établir d’autres composantes de l’état civil. En France, elle est utilisée aujourd’hui pour établir la nationalité, la filiation et, depuis la loi du 18 novembre 2016 de modernisation de la justice du XXIe siècle, le sexe. Très rarement, elle sert aussi à établir le nom, et, en Nouvelle-Calédonie, elle établit de plus l’appartenance au statut civil coutumier de Nouvelle-Calédonie. En Belgique, elle est utilisée pour la filiation.
Bien que ses racines soient plus anciennes, elle fut élaborée au Moyen Âge, particulièrement aux XIIe et XIIIe siècles à partir de textes du droit canonique et du droit romain. Elle est fondée sur la réunion d’un faisceau d’indices : le nom (nomen), le traitement (tractatus) et la réputation (fama).
C’est une présomption légale établie par une apparence (bien que « totalement étrang[ère] » à la théorie de l’apparence). 

## Historique
« Les hommes ne se connaissent entre eux que par la possession d’état. On a connu son père, sa mère, son frère, ses cousins ; on a été de même connu d’eux. Comment, après plusieurs années, changer toutes ces idées et détacher un homme de sa famille ? »

— Honoré-Nicolas-Marie Duveyrier

« La possession d’état est, en matière de filiation, un genre de preuve, sans lequel il n’y a plus rien de certain ni de sacré parmi les hommes »

— Félix Julien Jean Bigot de Préameneu
La possession d’état a occupé dès le XIIIe siècle un rôle central avant l’établissement de registres officiels consignant les liens de famille (ordonnance de Villers-Cotterêts, 1539 ; ordonnance de Blois, 1579 ; ordonnance de Saint-Germain-en-Laye, 1667).
Spécialement, l’Église catholique abolit le mariage clandestin le 11 novembre 1563, lors de la 24e session du concile de Trente, déclarant qu’à l’avenir un mariage ne serait valable que s’il était contracté en présence d’un prêtre catholique, ou, en cas d’impossibilité, en présence d’autres témoins. C’est cette situation qu’évoque l’adage du jurisconsulte Antoine Loysel (première publication en 1607) :

« L’on diſoit jadis : Boire, Manger, Coucher ensemble, eſt Mariage, ce me ſemble : mais il faut que l’Egliſe y paſſe. [L’on disait jadis : Boire, manger, coucher ensemble, c’est mariage, ce me semble ; mais il faut (maintenant) que l’Église y passe.] »

— Antoine Loysel, Institutes coutumières
Face à cette situation, avant l’établissement d’un état civil en France en 1792, la situation des enfants des protestants « mariés au désert » (après la révocation de l’édit de Nantes) donne une place importante à la possession d’état. Nicole Gallus observe :

« La situation particulière des protestants est certainement à l’origine du rôle que le droit français a toujours reconnu à la possession d’état.
En effet, les réformés étaient, par l’effet de la révocation de l’édit de Nantes (1685) et de la Déclaration du 13 septembre 1699 leur interdisant de quitter le royaume de France, contraints de se marier selon les solennités catholiques ou, en cas de refus, de voir leur mariage non reconnu.
Leurs enfants étaient dès lors considérés par le droit civil comme des bâtards, alors cependant qu’ils étaient traités et reconnus comme enfants légitimes par leurs auteurs — dont la volonté de contracter mariage était certaine —, par leur famille et par la communauté.
Cette situation totalement inéquitable amènera les Parlements français à reconnaître la filiation de ces enfants — et donc leurs droits successoraux — sur base d’une double possession d’état : la possession d’état d’enfant légitime et la possession d’état d’époux des parents. »

Durant la période révolutionnaire, des limites sont posées à l’établissement de la filiation naturelle : la recherche de la paternité est interdite et la preuve de la paternité naturelle ne peut plus être faite que par reconnaissance ou par possession d’état résultant de « soins ininterrompus donnés à titre de paternité » (loi du 12 brumaire an II). Pour Nicole Gallus :

« Le rôle que la possession d’état est ainsi appelée à jouer dans la filiation hors mariage correspond à la conception révolutionnaire de la paternité fondée sur l’amour et la volonté plus que sur la biologie et les liens du sang : ce qui importe est le fait que l’enfant, qu’il soit conçu ou non pendant le mariage, soit voulu et accepté par ses parents en manière telle qu’on comprend mieux l’interdiction de la recherche judiciaire de paternité et l’importance de la possession d’état. »

Le Code civil de 1804 limite le champ d’action de la possession d’état à la preuve de la filiation légitime :
« La filiation des enfants légitimes se prouve par les actes de naissance inscrits sur le registre de l’état civil. »
— Article 319 ancien du Code civil
« À défaut de ce titre, la possession constante de l’état d’enfant légitime suffit. »
— Article 320 ancien du Code civil
« La possession d’état s’établit par une réunion suffisante de faits qui indiquent le rapport de filiation et de parenté entre un individu et la famille à laquelle il prétend appartenir.

Les principaux de ces faits sont,
- Que l’individu a toujours porté le nom du père auquel il prétend appartenir ;
- Que le père l’a traité comme son enfant, et a pourvu, en cette qualité, à son éducation, à son entretien et à son établissement ;
- Qu’il a été reconnu constamment pour tel dans la société ;
- Qu’il a été reconnu pour tel par la famille. »

— Article 321 ancien du Code civil
L’article 322 ancien faisait obstacle aux réclamations et contestations d’état :
« Nul ne peut réclamer un état contraire à celui que lui donnent son titre de naissance et la possession conforme à ce titre ;

Et réciproquement, nul ne peut contester l’état de celui qui a une possession conforme à son titre de naissance. »
— Article 322 ancien du Code civil
L’historienne du droit Marcela Iacub retrace l’usage de cet article 322 ancien au XIXe siècle dans le cas de supposition d’enfant, mettant à l’abri des rétractations et des poursuites les parents qui se seraient rendus coupables de ce délit et elle observe :

« Une deuxième affaire est l’histoire d’une famille paternelle qui tenta, en 1869, de contester les liens de filiation de la jeune Aurélie Zoé Motheu, âgée de dix-sept ans, avec ses parents, les époux Motheu, après la mort de la mère, en arguant qu’elle était une fille supposée. Conscients, eux, de la barrière qu’interposait entre eux et l’héritage l’article 322, ils affirmèrent que celui-ci ne s’appliquait pas en l’espèce car la supposition « vicierait » la possession d’état d’enfant légitime. Mais cette habile tentative pour faire entrer la vérité biologique dans la définition de la possession d’état ne semble guère avoir plu aux juges du tribunal de Melle, qui rappelèrent qu’il leur revenait d’apprécier souverainement la possession d’état. Ils ajoutèrent que pour la caractériser il n’avait été dans l’intention du législateur « ni d’exiger le concours de tous les faits qu’il énonce, ce qui quelquefois n’est pas possible, vu le jeune âge de l’enfant, ni d’exclure ceux qu’il n’indique pas, s’ils produisent le même effet ». »

— Iacub 2004, p. 85-86

## Droit par pays

### Belgique
Le droit de la filiation en Belgique est fondé sur le Code civil belge, issu du Code civil des Français de 1804, et modifié principalement par les deux importantes réformes de la filiation accomplies par la loi du 27 mai 1987 et la loi du 1er juillet 2006. Ainsi, le Code civil belge utilise, en matière de filiation, la possession d’état à des fins très similaires au droit français : un rôle probatoire, une exception d’irrecevabilité et un effet suspensif d’un délai de prescription. 
À la différence du Code civil français, l’énoncé du Code civil belge a conservé l’ordre originel de 1804 des trois éléments constitutifs (nomen, tractatus, fama) dans son article 331nonies :
« La possession d’état doit être continue.

Elle s’établit par des faits qui, ensemble ou séparément, indiquent le rapport de filiation
Elle s’établit par des faits qui, ensemble ou séparément, indiquent le rapport de filiation.
Ces faits sont entre autres :
- que l’enfant a toujours porté le nom de celui dont on le dit issu ;
- que celui-ci l’a traité comme son enfant ;
- qu’il a, en qualité de père ou de mère, pourvu à son entretien et à son éducation ;
- que l’enfant l’a traité comme son père, sa mère ou sa coparente ;
- qu’il est reconnu comme son enfant par la famille et dans la société ;
- que l’autorité publique le considère comme tel. »

— Code civil belge, Article 331nonies
.

### France
En droit français, la possession d’état est utilisée à plusieurs fins relatives à la filiation : par son rôle probatoire, comme un mode d’établissement de la filiation, et, en matière de contentieux, comme une exception d’irrecevabilité et un effet suspensif d’un délai de prescription.
La trilogie classique, soit le nom (nomen), le traitement (tractatus) et la réputation (fama), a « une valeur énonciative en ce sens que les trois éléments ne doivent pas nécessairement être tous réunis ». 
Les faits de violence exercés par le possesseur prétendu empêchent la constitution d’une possession d’état, mais non ceux exercés par des tiers.
La possession d’état ne doit pas être clandestine, toutefois certaines situations — opprobre attaché jadis à la filiation adultère, paternité d’un religieux ayant fait vœu de chasteté ou promesse de célibat — peuvent justifier un certain secret.
L’absence d’équivoque signifie « que « ceux qui traitent l’enfant comme le leur » doivent le faire en tant que parents — et pas pour d’autres motifs tels que l’affection, le sens du devoir ou la dette morale envers les père et mère —, c’est-à-dire sans que l’apparence créée ne puisse recevoir des interprétations différentes ».
La force probatoire de la possession d’état était restreinte à la filiation légitime avant la loi du 3 janvier 1972 sur la filiation : la filiation légitime était une filiation indivisible (l’établissement de la filiation pour l’un des parents entraîne obligatoirement la filiation de l’autre), la fin de cette restriction entraine que la possession d’état devient elle-même divisible et peut donc être établie indépendamment pour un seul parent.

### Québec (Canada)
En droit québécois, les règles concernant la possession d'état sont prévues aux articles 523 et 524 du Code civil du Québec. Les articles 542.19 à 542.23 C.c.Q. concernent les actions relatives à la filiation, lesquelles font référence aux règles concernant la possession d'état.